# Captain Fantastic
Captain Fantastic è un film del 2016 scritto e diretto da Matt Ross.
Protagonista del film è Viggo Mortensen, che interpreta il ruolo di un padre fuori dagli schemi che ha vissuto in isolamento con la sua famiglia per oltre un decennio, lontano dalla moderna e consumistica società.
Il film è stato presentato in anteprima mondiale al Sundance Film Festival 2016, per poi essere proiettato nella sezione Un Certain Regard al Festival di Cannes 2016, dove ha vinto il premio per la miglior regia. Nel corso del 2016 ha ottenuto diversi riconoscimenti.

## Trama
Nei boschi della costa nord occidentale degli Stati Uniti (nello stato di Washington), Ben Cash vive con la propria famiglia, lontano da ogni forma di civiltà, cacciando, coltivando e vivendo di piccolo artigianato che scambia con un negoziante della cittadina più vicina. Ben cerca di crescere i suoi figli nel migliore dei modi, preparandoli fisicamente e intellettualmente alle difficoltà che potrebbero forse un giorno incontrare nella vita, infondendo in essi attraverso un rigoroso allenamento fisico e mentale una connessione primordiale con la natura. Visto che altre famiglie festeggiano di consueto ogni anno il Natale, la famiglia Cash festeggia la "Giornata di Noam Chomsky", perché Ben non vuole che i suoi figli credano in un "personaggio di fantasia amato dai cristiani", ma in un personaggio reale che ha fatto tanto per la cultura. Il risultato della loro educazione sarà che i bambini leggeranno Middlemarch, sapranno a memoria gli emendamenti della costituzione americana e discuteranno sul marxismo.
La madre dei ragazzi, Leslie è lontana dalla famiglia da diversi mesi per curare un disturbo bipolare dell'umore di cui soffre a seguito della nascita del suo primo figlio. Quando giunge la notizia che la donna si è suicidata, questa tragedia colpisce l'intera famiglia e Ben è costretto, suo malgrado, a lasciare la vita che si era creato nei boschi per affrontare il mondo della città, fatto di pericoli ed emozioni che i suoi figli non conoscono. La famiglia Cash sale sul loro personale scuolabus di colore blu, chiamato Steve, e intraprende un lungo viaggio verso il Nuovo Messico per assistere al funerale della madre, nonostante l'opposizione del padre di Leslie. I Cash intendono rispettare le ultime volontà della madre, che in quanto di fede buddista voleva essere cremata, con le ceneri sparse nello scarico di un bagno pubblico.
Ben e i figli si ritrovano a viaggiare nella società moderna e i ragazzi mostrano delle difficoltà a muoversi in un mondo costellato di materialismo e spreco tipico della cultura americana contemporanea. Durante il loro viaggio si fermano a casa della sorella di Ben, Harper e di suo marito Dave. Molto presto Ben e sua sorella si scontrano per i diversi metodi di educare i figli, e lui cerca di dimostrare la superiorità del suo programma educativo, mentre i figli di Harper sono più concentrati sui loro videogiochi.
Arrivati nel Nuovo Messico, i Cash irrompono al funerale di Leslie per cercare di far rispettare le ultime volontà della donna, ma Ben si scontra con il suocero Jack. Alcuni dei figli (Bo e soprattutto Rellian) iniziano a dubitare dei metodi educativi del padre e accusano l'uomo di aver contribuito all'esaurimento della madre. Il maggiore dei figli, Bo, grazie al supporto della madre aveva fatto richiesta a prestigiose università (che lo hanno accettato), quali Harvard, Yale, Stanford, Princeton, Brown e MIT, per avere un'educazione tradizionale e scoprire il mondo al di fuori dei libri imposti dal padre. A seguito di un incidente occorso a Vespyr mentre cercava di "liberare" Rellian dalla casa dei nonni materni dove voleva rimanere, Ben si ritrova quindi a riesaminare la sua idea di libertà e il significato di essere un genitore, lasciando così i bambini ai suoi suoceri e ricominciando una nuova vita.
I figli però decidono di stare al fianco del padre ed insieme trafugano il corpo della madre dal cimitero, per rispettare le sue ultime volontà. I componenti della famiglia bruciano il corpo della donna su una pira funeraria di legno, cantando e ballando Sweet Child o' Mine, per poi gettare le sue ceneri nei bagni dell'aeroporto. Bo parte poi per un viaggio solitario alla scoperta del mondo (iniziando dalla Namibia), mentre il resto della famiglia Cash si trasferisce in una fattoria e i ragazzi iniziano così a frequentare regolarmente la scuola, dopo che Ben ha riconsiderato le proprie ideologie.

## Produzione

### Regia e sceneggiatura
L'idea del film è venuta a Matt Ross dopo una discussione tra lui e sua moglie sulle scelte che stavano facendo come genitori. Ross si è chiesto cosa sarebbe successo se fosse stato "completamente presente" nella vita dei suoi figli, pur consapevole che la tecnologia moderna ha reso tutto più complicato. Nella stesura della sceneggiatura Ross ha preso elementi autobiografici dalla propria vita, in particolare l'essere cresciuto in ciò che egli definisce come una "comunità alternativa vivente". La madre di Ross è sempre stata interessata a situazioni di vita alternative e quando era bambino ha vissuto in varie comuni hippie della Northern California e nell'Oregon, senza televisione e senza gran parte della tecnologia moderna.

### Casting e preparazione
Viggo Mortensen ha ottenuto il ruolo del protagonista a febbraio 2014. Mortensen ha contribuito al film con le
sue idee sulla sceneggiatura e sull'utilizzo delle musiche. Il regista Matt Ross ha inviato all'attore testi di Tom Brown, naturalista e autore di Tom Brown’s Field Guide to Wilderness Survival, del linguista e filosofo Noam Chomsky e dello scienziato e scrittore, vincitore del premio Pulitzer Jared Diamond, per aiutarlo a prepararsi al personaggio. Mortensen ha collaborato fornendo anche alcuni oggetti di scena, come la sua canoa, alcune biciclette, vestiti e oggetti da cucina.
Per trovare i giovani attori che avrebbero dovuto interpretare i sei figli del protagonista sono stati effettuati dei casting in giro per il mondo: Regno Unito, Australia, Stati Uniti, Canada e Nuova Zelanda. Sono stati provinati ragazzi con età compresa tra i 7 e i 18 anni, con diverse capacità fisiche e in grado di apprendere la caccia, le arti marziali e le lingue straniere. Bodevan, il figlio maggiore, è interpretato da George MacKay mentre Samantha Isler e Annalise Basso interpretano le gemelle Kielyr e Vespyr. Il ruolo di Rellian è stato affidato a Nicholas Hamilton, Shree Crooks interpreta Zaja, mentre Charlie Shotwell ha il ruolo del figlio più giovane Nai. Tutti gli attori hanno frequentato un parco avventura per acquisire le basi per la sopravvivenza nei boschi, imparando ad accendere un fuoco, seguire le tracce di un animale e scalare rocce. Samantha Isler e Annalise Basso hanno dovuto imparare l'esperanto.
L'attrice Trin Miller interpreta il ruolo di Leslie Cash attraverso dei flashback. Per i ruoli dei suoceri di Ben sono stati scelti Frank Langella e Ann Dowd, esponenti della famiglia benestante e conservatrice. Langella ha ottenuto il ruolo dell'autoritario Jack, in disaccordo con lo stile di vita del genero, a luglio 2014.

### Riprese e luoghi
Le riprese sono iniziate a luglio 2014 e hanno avuto luogo principalmente nello stato di Washington (Sultan, Snohomish, Deception Pass State Park, Gold Bar, Kirkland e nella contea di Whatcom). Il film è stato girato anche nel Nuovo Messico (Mesilla, Albuquerque e Las Cruces) e a Portland in Oregon.
A causa delle attuali leggi contro il lavoro minorile negli Stati Uniti, i giovani interpreti del film non sono stati autorizzati a girare per più di sei ore al giorno. Le riprese sono durate complessivamente 39 giorni.

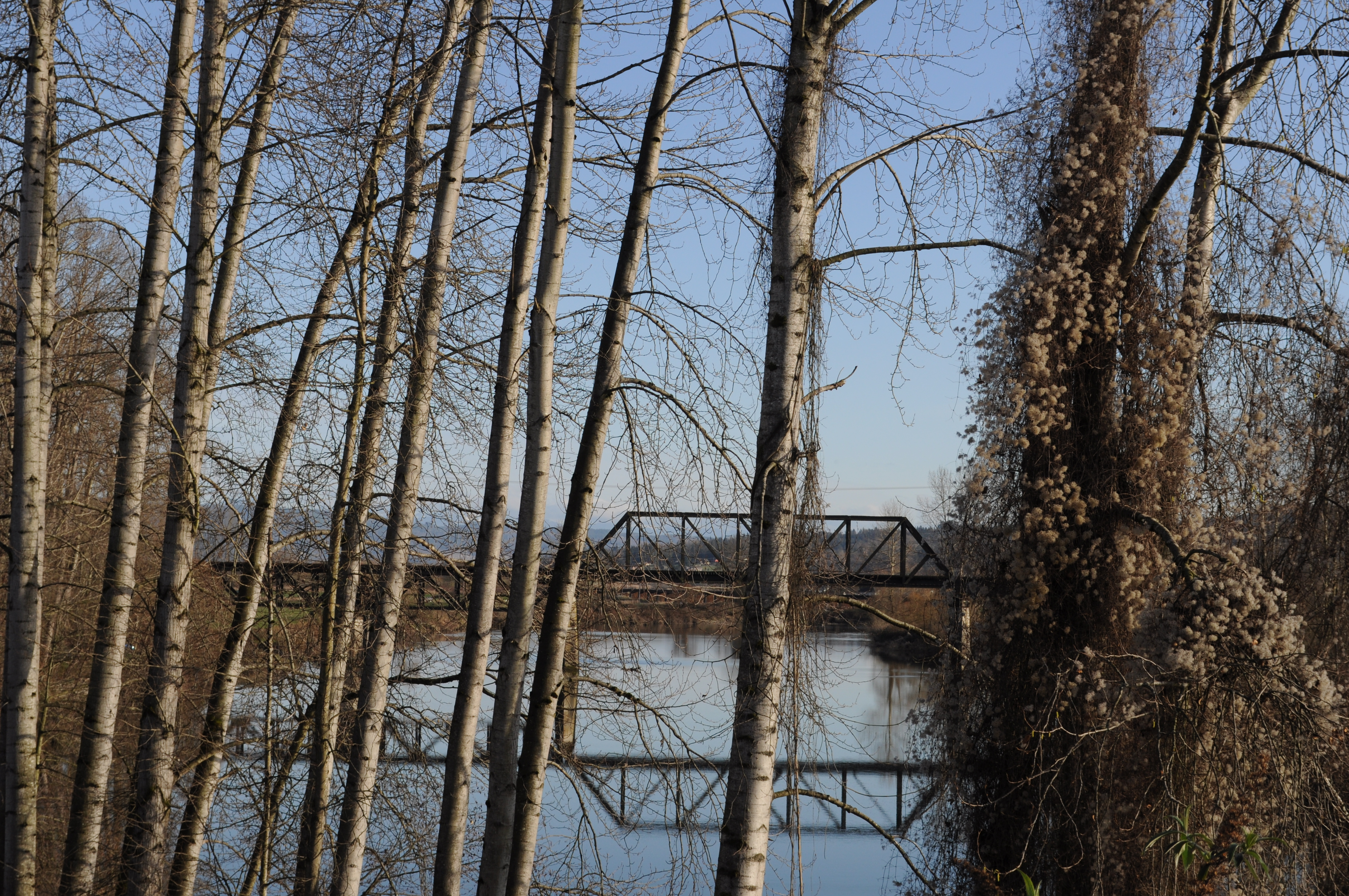
Snohomish River, Washington
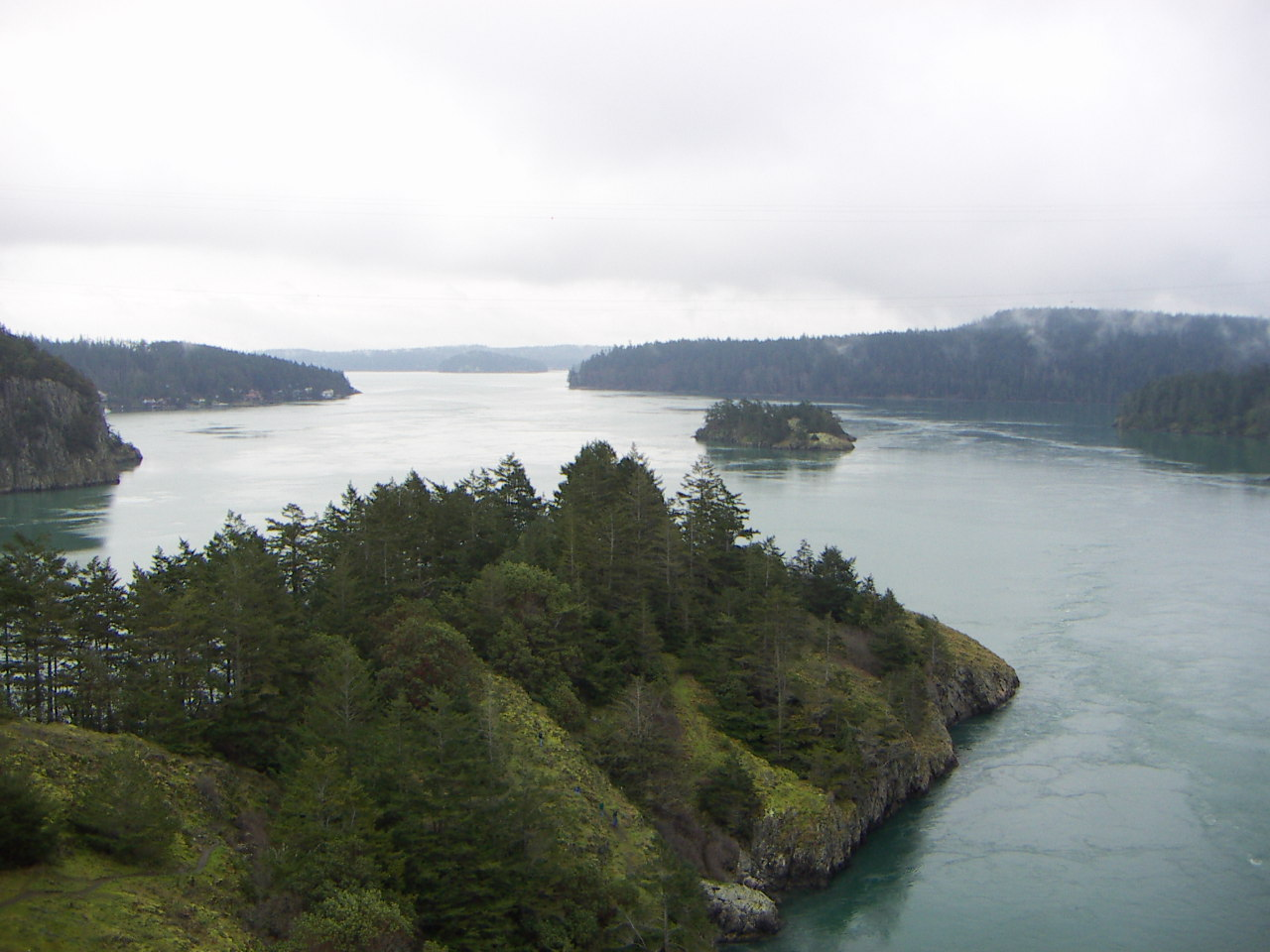
Deception Pass State Park, Washington
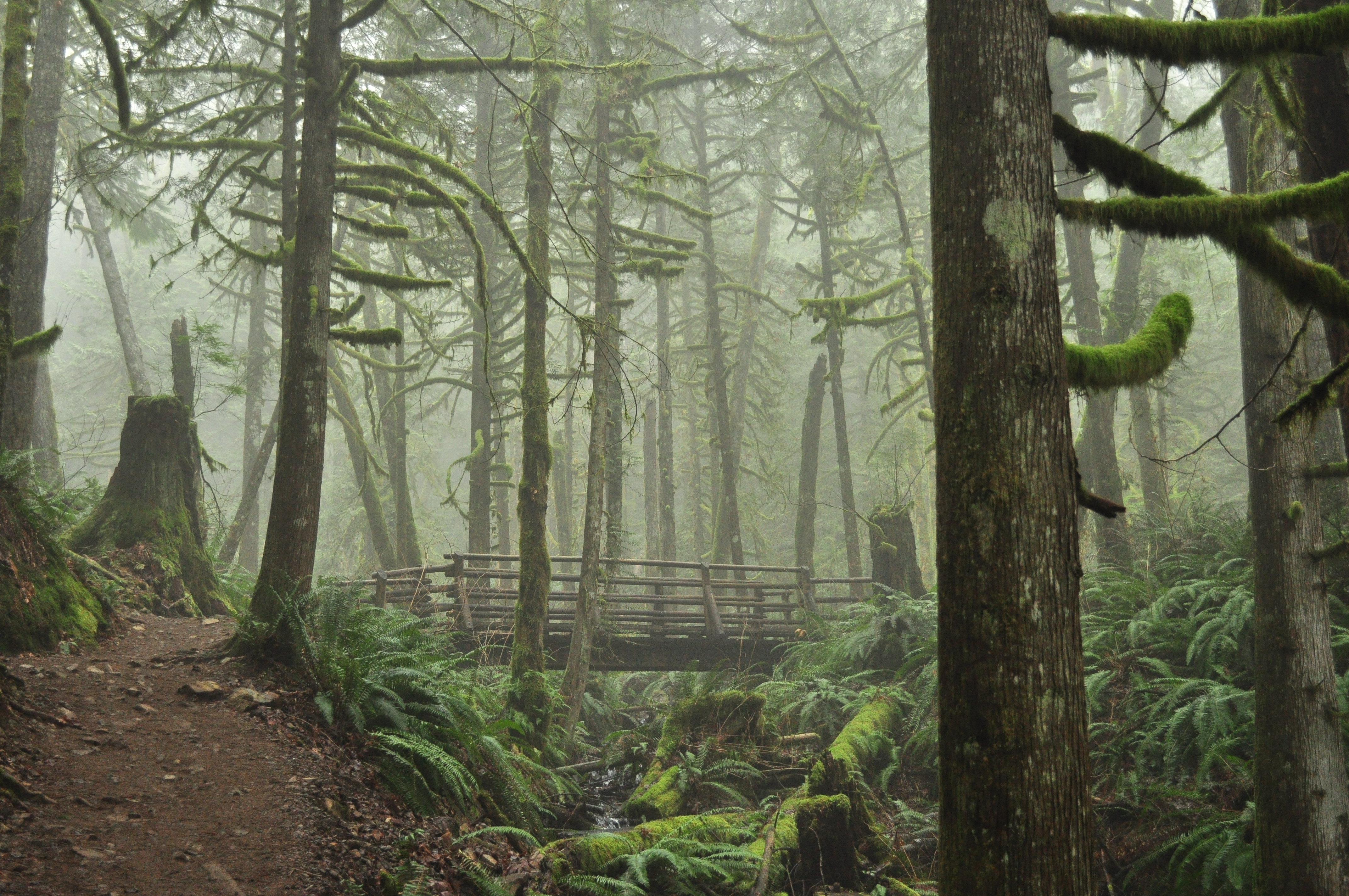
Gold Bar, Washington
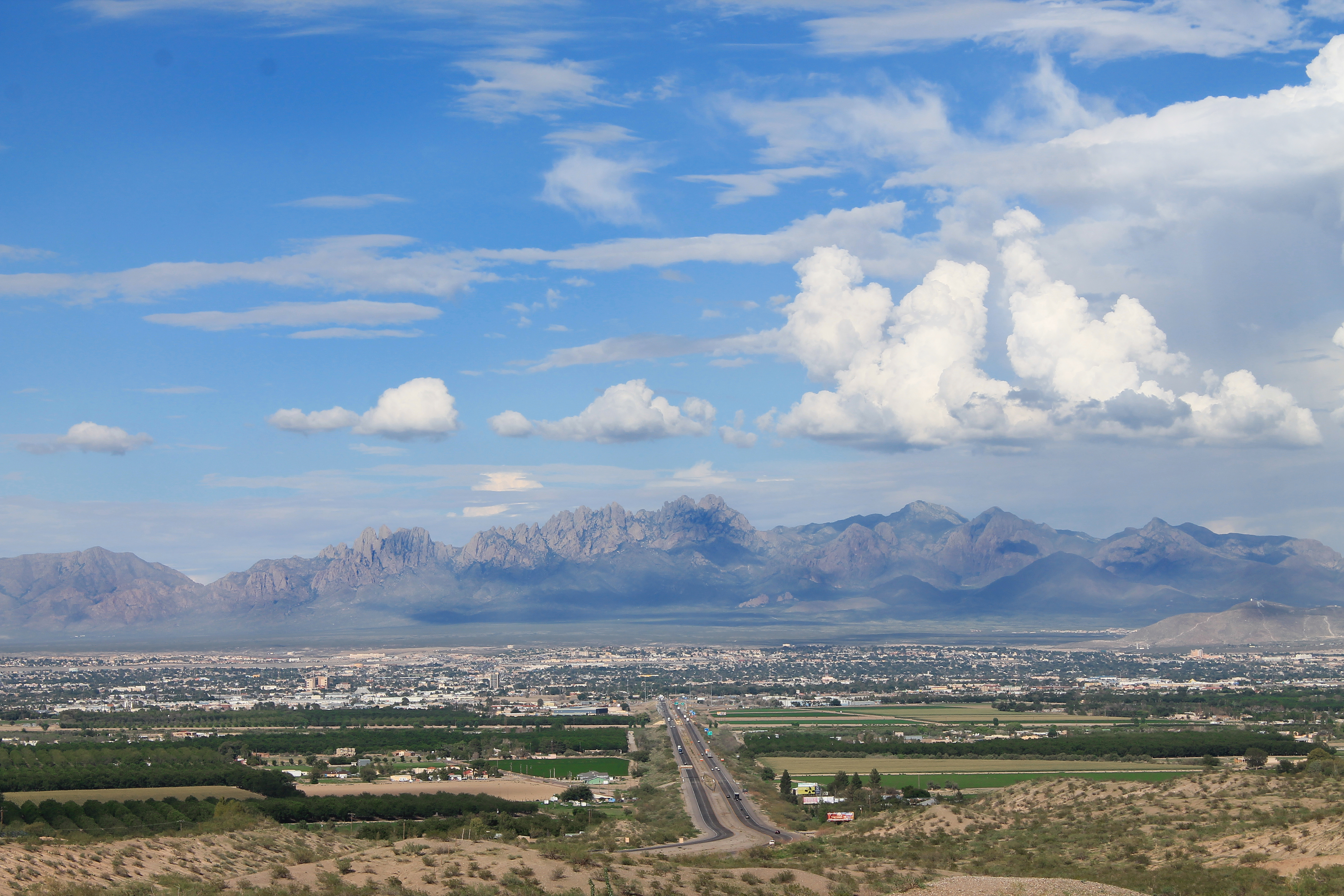
Las Cruces, Nuovo Messico
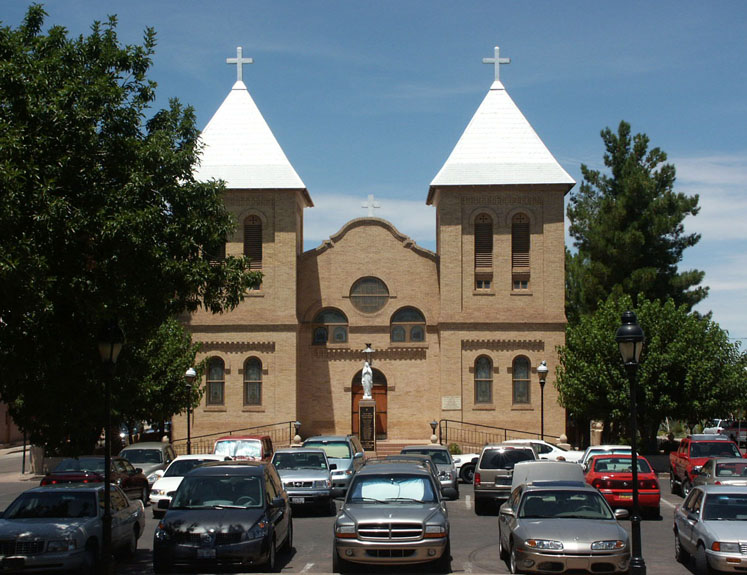
Mesilla, Nuovo Messico

## Colonna sonora

### Captain Fantastic - Original Score

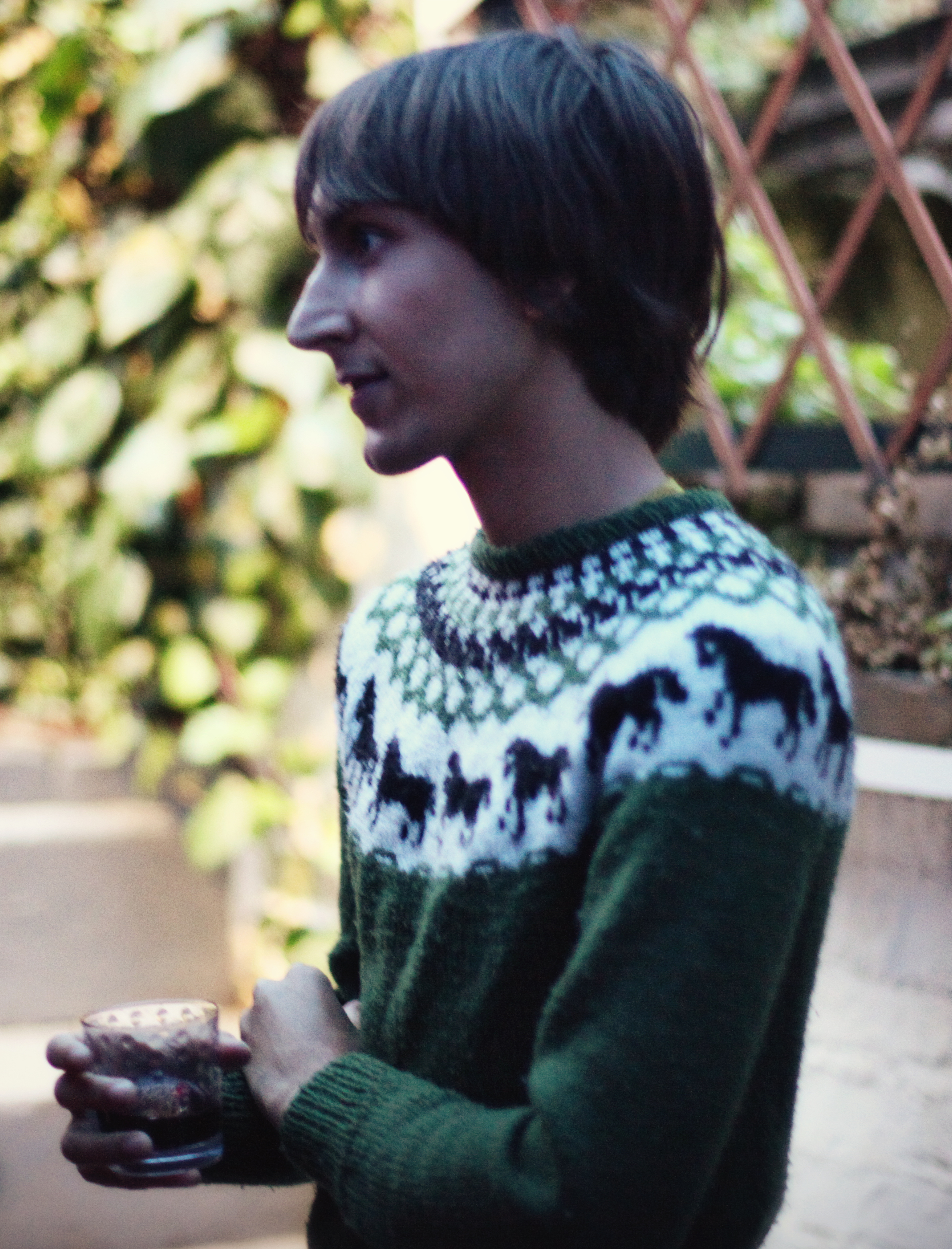
Alex Somers, autore della colonna sonora

Le musiche del film sono composte da Alex Somers. L'album Captain Fantastic - Original Score, composto da 24 tracce, è stato pubblicato l'8 luglio 2016 su etichetta Lakeshore Records, in formato digitale, CD e vinile.

#### Tracce
1. A New Beginning – 1:26
2. Church – 3:13
3. Campfire – 3:56
4. Funeral Pyre – 1:38
5. She Slit Her Wrists – 2:51
6. Memories – 2:14
7. Fireflies – 2:12
8. Home – 1:06
9. Fell – 2:35
10. Dream – 1:29
11. Near Death – 1:38
12. Water (I'm Right Here) – 0:57
13. School Bus – 1:37
14. Forrest – 2:47
15. Look Forward To – 2:58
16. Keepsakes – 3:32
17. Remembering – 7:16
18. Unsoundness – 2:01
19. Waving Goodbye – 0:47
20. Day of Your Birth – 1:03
21. Water (Not Go Home) – 0:55
22. Goodbye... – 1:32
23. Disappear – 2:11
24. Fortress – 4:37

### Captain Fantastic - Original Motion Picture Soundtrack
L'album Captain Fantastic - Original Motion Picture Soundtrack è stato pubblicato il 15 luglio 2016 in formato digitale e CD, sempre su etichetta Lakeshore Records.

#### Tracce
1. Boy 1904 (Jónsi & Alex) – 5:01
2. Sweet Child o' Mine (Viggo Mortensen, George MacKay, Samantha Isler, Annalise Basso, Nicholas Hamilton, Kirk Ross & Philip Klein) – 3:39
3. Scotland the Braver (Murray Huggins, Kirk Ross, Brian Tichy & David Delhomme) – 1:49
4. I Shall Be Released (Kirk Ross, Tyra Juliette, Steven Wolf, David Delhomme & Jeff Thall) – 4:34
5. Rain Plans (Israel Nash) – 7:18
6. Goldberg Variations; BWV 988, Variation 30 a 1 Clav. Quodlibet (Glenn Gould) – 5:04
7. Unaccompanied Cello Suite No. 4 in E-Flat Major, BWV 1010 Prélude (Yo-Yo Ma) – 4:49
8. Varðeldur (Sigur Rós) – 5:59
9. My Heart Will Go On (Love Theme from Titanic (film 1997)) (The O’Neill Brothers Group) – 3:58
10. Goldberg Variations (Kirk Ross) – 1:29

## Distribuzione
Il film è stato presentato in anteprima il 23 gennaio al Sundance Film Festival 2016. È stato presentato nella sezione Un Certain Regard al Festival di Cannes 2016. Successivamente la pellicola è stata mostrata in molti altri festival cinematografici internazionali, tra cui Seattle International Film Festival, Festival cinematografico internazionale di Mosca, Festival internazionale del cinema di Karlovy Vary e Festival del cinema americano di Deauville.
Il film è stato distribuito limitatamente nelle sale cinematografiche statunitensi l'8 luglio 2016 e in ampia distribuzione dal 29 luglio, a cura della casa di distribuzione Bleecker Street. In Italia, il film è stato presentato nella sezione "Alice nella città" alla Festa del Cinema di Roma 2016 e distribuito nelle sale il 7 dicembre da Good Films.

## Accoglienza

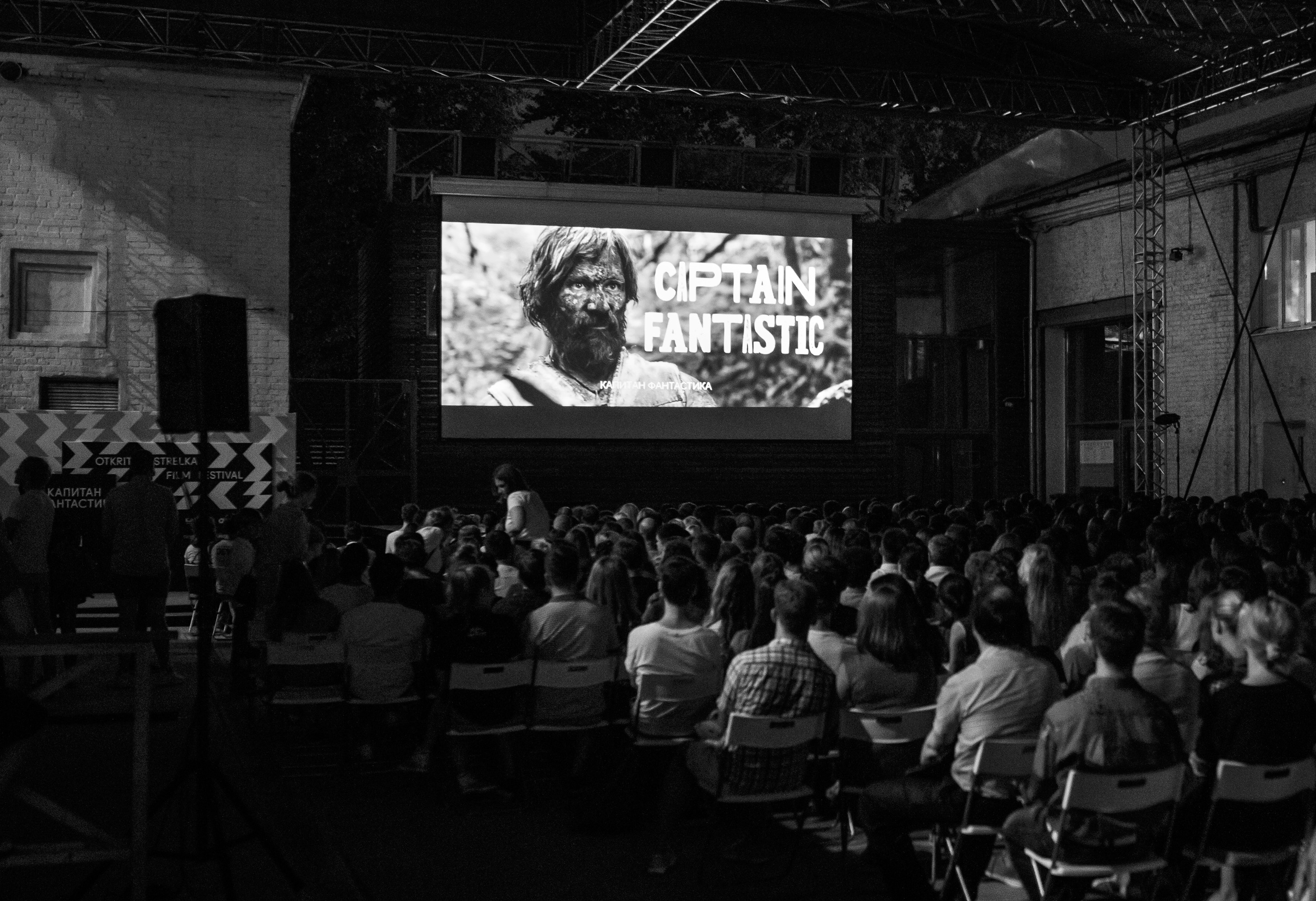
Proiezione del film al Strelka Institute for Media, Architecture and Design di Mosca, Russia.

### Incassi
Negli Stati Uniti, nel primo fine settimana di programmazione, la pellicola ha incassato 93.000 dollari. In totale Captain Fantastic ha incassato 5.879.736 nei soli Stati Uniti. In Italia il film ha incassato poco più di 964.000 euro.

### Divieti
Negli Stati Uniti il film ha avuto un divieto di tipo R, ovvero restricted vietato ai minori di 17 anni non accompagnati dai genitori, dalla Motion Picture Association of America, a causa del linguaggio e della breve nudità. Una scena che ha portato a questa limitazione è quella in cui Viggo Mortensen appare in un nudo frontale.

### Critica
Captain Fantastic ha ricevuto recensioni positive da parte della critica. Sul sito aggregatore di recensioni Rotten Tomatoes, il film ha un indice di gradimento dell'81%, sulla base di 160 recensioni, con un voto medio di 7,1 su 10. Su Metacritic, il film ha una valutazione di 72 su 100, basato su 36 critici. Al termine della proiezione al Festival di Cannes il film ha ottenuto una standing ovation e 10 minuti di applausi.
Alonso Duralde di The Wrap ha dato al film una recensione positiva, dicendo: "Il film appartiene davvero a Mortensen, che permette a Ben di essere esasperante, arrogante e impaziente, ma anche amorevole e premuroso. È un padre duro ma amorevole, un vedovo addolorato e difensore delle ultime volontà della moglie, e Mortensen interpreta tutte queste note e altro ancora con finezza e grazia." Anche Peter Debruge di Variety ha dato al film una recensione positiva, lodando le prestazioni dei giovani attori e la sensibile interpretazione di Mortensen.
Una delle poche recensioni negative è stata quella di Peter Bradshaw del The Guardian, il quale ha recensito il film come fatuo e noioso, assegnandogli una sola stella su cinque.

## Riconoscimenti
- 2017 - Premio Oscar
  - Candidatura per il Miglior attore protagonista a Viggo Mortensen
- 2017 - Golden Globe
  - Candidatura per il Miglior attore in un film drammatico a Viggo Mortensen
- 2017 - Screen Actors Guild Award[23]
  - Candidatura per il Miglior attore protagonista a Viggo Mortensen
  - Candidatura per il Miglior cast
- 2017 - Premio BAFTA
  - Candidatura per il Miglior attore protagonista a Viggo Mortensen
- 2016 - Palm Springs International Film Festival
  - Directors to Watch a Matt Ross
- 2016 - Festival di Cannes
  - Miglior regia Un Certain Regard a Matt Ross
- 2016 - Seattle International Film Festival
  - Golden Space Needle Audience Award per il miglior film
- 2016 - Festival internazionale del cinema di Karlovy Vary
  - Premio del pubblico
- 2016 - Bucheon International Fantastic Film Festival
  - Save Energy, Save Earth Film Award
- 2016 - Festival del cinema americano di Deauville
  - Premio della giuria
  - Premio del pubblico
- 2016 - Evening Standard British Film Awards
  - Candidatura per il Miglior attore non protagonista a George McKay
- 2016 - Festa del Cinema di Roma
  - Premio del pubblico BNL
- 2016 - National Board of Review Awards[24]
  - Migliori dieci film indipendenti
- 2016 - San Diego Film Critics Society Awards
  - Candidatura per il Miglior attore a Viggo Mortensen
- 2016 - Critics' Choice Movie Award
  - Candidatura per il Miglior attore in una commedia a Viggo Mortensen
- 2016 - St. Louis Film Critics Association Awards
  - Candidatura per il Miglior attore a Viggo Mortensen
- 2016 - Houston Film Critics Society Awards
  - Candidatura per il Miglior attore a Viggo Mortensen
  - Candidatura per la Migliore locandina
- 2017 - Independent Spirit Awards
  - Candidatura per il Miglior attore protagonista a Viggo Mortensen
- 2017 - Satellite Award[25]
  - Miglior attore a Viggo Mortensen[26]
  - Candidatura per il Miglior film
  - Candidatura per la Migliore sceneggiatura originale a Matt Ross
  - Candidatura per i Migliori costumi a Courtney Hoffman
- 2017 - David di Donatello[27]
  - Candidatura per il Miglior film straniero